# Енума Елиш
Енума Елиш је вавилонски мит о стварању света. Пронашао га је Хенри Лејард 1849. године (у деловима) у уништеној Асурбанипаловој библиотеци у Ниниви (данашњи Мосул у Ираку) а објавио га је Џорџ Смит 1876. Наслов „Енума Елиш“ потиче од првих речи са којима почиње спис, а што у преводу значи „Када је горе“.
Енума Елиш је исписан у око 1000 редова на старовавилонском језику, на 7 глинених плочица, са по 115 до 170 редова на свакој од плоча. Највећи део пете плоче никада није пронађен али, осим овог дела, текст је готово потпуно сачуван. Истоветна плоча попут те пете плоче је пронађена у Султантепеу, древног Хузирина, близу савременог града Шанлијурфаа у Турској.
Овај еп је један од најважнијих извора за разумевање погледа на свет Вавилонаца, који се заснивао на надмоћи Мардука и стварању људи у служби богова. Првобитни, суштински циљ овог епа није било теолошко или теогонијско излагање, већ уздизање Мардука, врховног бога Вавилона, изнад других богова Месопотамије.
Енума Елиш се појављује у разним примерцима у Вавилонији и Асирији. Верзија из Ашурбанипалове библиотеке се датира у 7. век п. н. е.. Сама прича вероватно потиче из 18. века п. н. е., у време када је бог Мардук изгледа стекао највиши статус, мада неки стручњаци причу датирају у нешто скорије време (између 14. и 12. века п. н. е.).

## Прича
Еп наводи два првобитна божанства: Апсуа, слатку воду, и Тиамат, слану воду. Створено је још неколико богова (Еа и његова браћа) који насељавају Тиаматино пространом бићу. Они стварају доста буке што веома нервира Тиамат и Апсуа. Апсу жели да побије нове богове али се Тиамат томе супротставља. Муму се слаже са Апсуовим планом да их уништи. Тиамат, да би ово спречила, упозорава Еу (Нудимуда), у то време најјачег међу боговима, који, својом магијом, баца Апсуа у кому и убија га, и избацује Мумуа напоље. Еа тада постаје главни бог и, са својом богињом Данкином, добија сина Мардука, који је јачи и од њега самог. Мардук добија крило да се са њиме играо и он почиње правити пешчане олује и торнадое. Ово узбуркава Тиаматино биће и спречава богове коју су у њој да спавају.
Они убеђују Тиамат да се освети Мардуку за смрт његов мужа Апсуа. Њена моћ расте и неки од богова јој се придружују. Она ствара 11 чудовишта како би јој помогли у борби против Мардука, и поставља Кингуа, свог новог мужа, као врховног владара.
Мардук бива одабран да се у име богова лично сукоби са Тиамат, и постаје веома моћан. Он побеђује и убија Тиамат, и од њеног тела ствара свет.
Богови који су се удружили са Тиамат бивају кажњени тако што ће радити као слуге другим боговима. Они бивају ослобођени своје службе када Мардук одлучи да убије Кингуа и из његове крви да створи човечанство. Вавилон бива основан као дом главних богова. Најзад, богови прогласе Мардука за краља међу боговима, називајући га са 50 имена.

## Стари завет
Древни Месопотамци су веровали да је свет округла равна плоча коју је окруживало море слане воде. Насељена земља била је један огромни континент који је плутао на другој води, слатководном Апсуу, који је снабдевао земљу водом у потоцима, бунарима и рекама, и био је повезан са морем слане воде. Небо је било чврсти диск изнад земље, који је додиривао земљу на њеним ивицама, а изнад кога је било небо богова. За сада, колико се може разазнати из неких успутних помињања у Старом завету, географија древних Јевреја је била идентична са овом вавилонском. Енума Елиш и Књига постања (Пост 1,10) идентично описују стварање овога света.
Почетак традиционалне хришћанске Књиге постања почиње са „У почетку, Бог створи небо и земљу...", док се у Јеврејској библији јасно истиче да у Постању 1,1-3 описује стање Хаоса непосредно пре Божјег ствара.
И у Енума Елиш и у Књизи постања, стварање је дело Божанске речи - Енума Елиш описује време пре стварања као „време, када небо и земља још нису имала име“, док у Књизи постања опис ствара сваког од њих почиње са „И Бог рече, нека буде...". Даљи след стварања је исти: светло, чврста, сува земља, небеска светла и човек. И у Енума Елиш и у Књизи постања, првобитни свет је безобличан и празан, једино што постоји је водени амбис који је постојао и пре стварања (Тиамат у Енума Елиш). У оба текста, чврста земља је створена усред првобитне воде, како би раздвојила небо и земљу (Пост 1,6-7, Енума Елиш 4,137-140). Дан и ноћ, и у једном и у другом случају, претходе стварању небеских светала (Пост 1,5 8 13 и 14, и Енума Елиш 1,38), чија је сврха да стварају светло и утврде време (Пост 1,14 и Енума Елиш 5,12-13). У Енума Елиш, богови прво дискутују пре него што стварају човека (Енума Елиш 6,4), док се у Књизи постања каже: „Створимо човека у нашем лику“ (Пост 1,26), и у оба текста, после стварања човека следи божански одмор.